# یک روز از زندگی ایوان دنیسویچ
یک روز از زندگی ایوان دنیسویچ (به روسی: Оди́н день Ива́на Дени́совича) رمانی است از الکساندر سولژنیتسین که نخستین بار در نوامبر ۱۹۶۲ در مجله ادبی «نوی میر (دنیای نو)» در شوروی سابق منتشر شد. کتاب دربارهٔ اردوگاه‌های کار اجباری در دهه ۵۰ میلادی در شوروی سابق است و زندگی یک روز یک زندانی معمولی با نام «ایوان دنیسویچ شوخوف» را توصیف می‌کند. انتشار کتاب رویدادی نامعمول در تاریخ ادبیات شوروی بود چرا که پیش از آن هیچ کتابی دربارهٔ سرکوب‌های دوران استالین این چنین منتشر نشده بود. سردبیر مجله نوی میر مقدمه کوتاهی با نام «به جای پی‌نوشت» نوشت تا خوانندگان برای آنچه تجربه خواهد کرد آماده باشند. کتاب دست کم ۴ بار به انگلیسی ترجمه شده است که ترجمه آخر را سولژنیتسن تأیید کرده است.

## داستان
«ایوان دنیسویچ شوخوف» محکوم به حبس در مجموعه زندان‌های گولاگ در شوروی سابق به جرم جاسوسی برای آلمانی‌ها پس از به اسارت گرفته شدن در جریان جنگ جهانی دوم می‌شود. او بی‌گناه است با این حال حکومت او را به جرم جاسوسی تنبیه می‌کند. او به ده سال زندان محکوم می‌شود اما در کتاب تأکید می‌شود که بسیاری هیچ وقت آنجا را ترک نمی‌کردند. در بند آخر گفته می‌شود که شوخوف دقیقاً ده سال در آنجا می‌ماند –نه بیشتر و نه کمتر-.

## جایزه نوبل
در جریان اعطای جایزه نوبل ادبیات در سال ۱۹۷۰ به سولژنیتسین به این کتاب او به شکل خاصی اشاره می‌شود.

## فیلم
در سال ۱۹۷۰ فیلمی براساس این کتاب با مشارکت انگلیس و نروژ با بازی تام کورتنی ساخته شد.

## ترجمه به فارسی
کتاب تاکنون سه بار به‌دست مترجمان مختلف به فارسی برگردانده شده است:
- رضا فرخفال، نشر کوچک (با نام «یک روزِ ایوان دنیسویچ») سال ۱۴۰۰ نشر نو با این ترجمه کتاب را منتشر کرد.
- فهیمه توزنده جانی، نشر کتابسرای تندیس
- هوشنگ حافظی پور، نشر دریا